# Hoplolabis estella
Hoplolabis estella är en tvåvingeart som först beskrevs av Alexander 1955.  Hoplolabis estella ingår i släktet Hoplolabis och familjen småharkrankar. Inga underarter finns listade i Catalogue of Life.